# Centro Acadêmico XI de Agosto
O Centro Acadêmico XI de Agosto é o órgão representativo dos estudantes da Faculdade de Direito da Universidade de São Paulo, localizada no Largo de São Francisco. A entidade recebe o nome "XI de Agosto" em homenagem à data da lei 1827 que instituiu as duas primeiras faculdades de Direito do Brasil, em São Paulo e em Olinda. Sua fundação se deu no dia 11 de agosto de 1903.
Trata-se de um dos mais antigos centros acadêmicos do país, tendo participação em diversas campanhas políticas nacionais. Destacou-se principalmente nos movimentos de defesa da democracia em momentos nos quais essa foi ameaçada, como na ditadura de Getúlio Vargas (1937-1945) e durante a ditadura militar brasileira (1964-1985). A entidade participou também da campanha "O petróleo é nosso!" (1948), do "Diretas Já!" (1983-1984) e do movimento dos caras pintadas (1992), que levou à queda do presidente Fernando Collor.

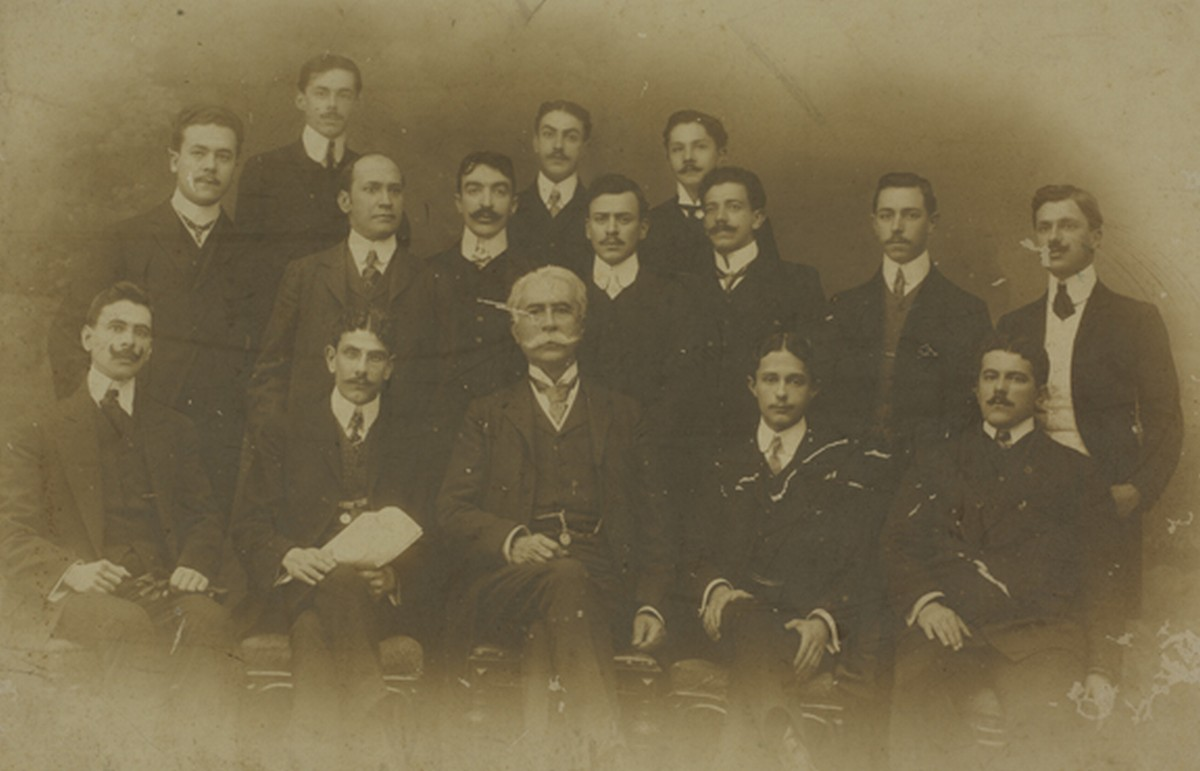
Joaquim Nabuco com membros da diretoria do Centro Acadêmico XI de Agosto, em 1906.

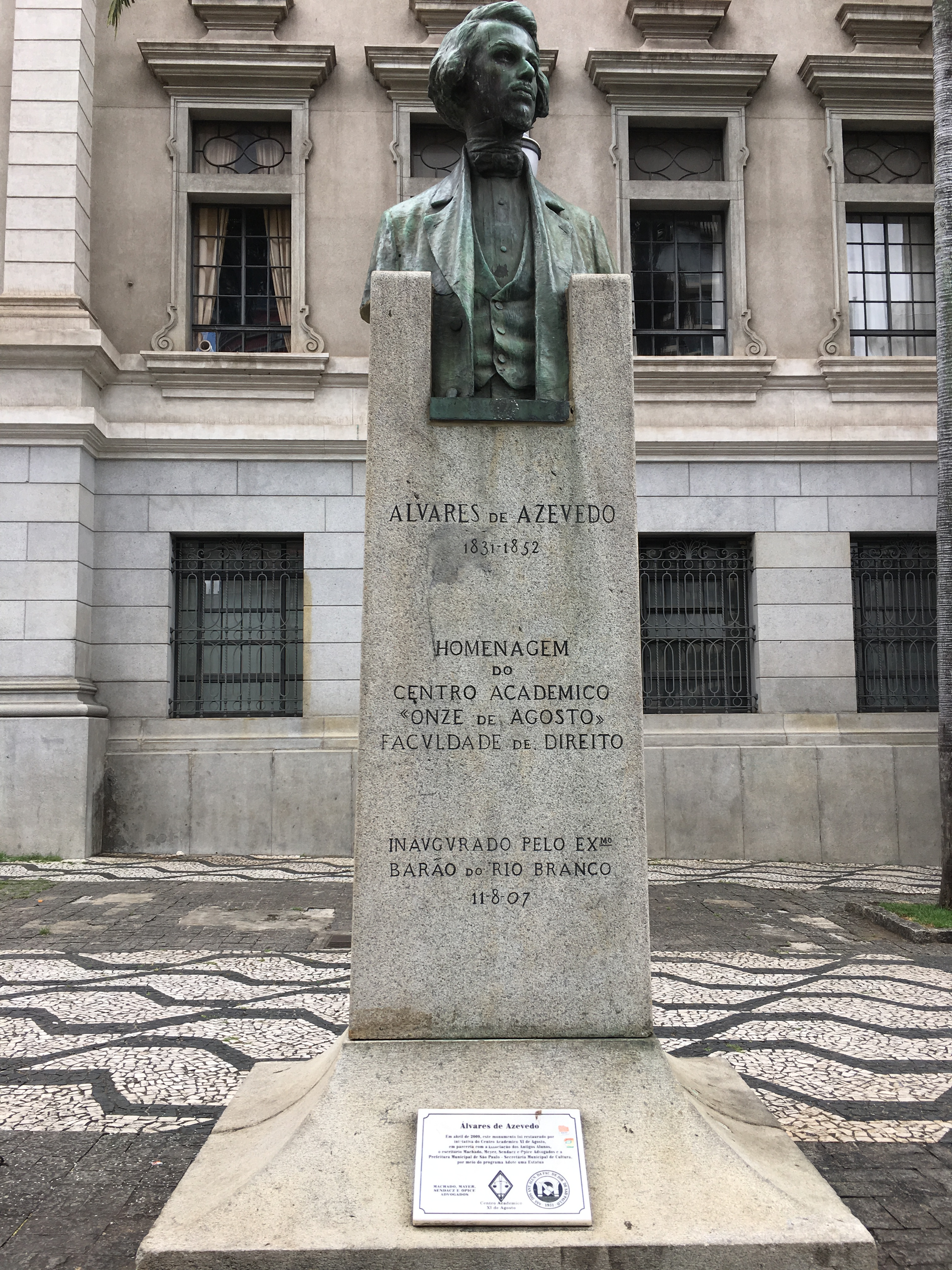
Homenagem do Centro Acadêmico XI de Agosto ao antigo aluno e poeta ultrarromântico Álvares de Azevedo.

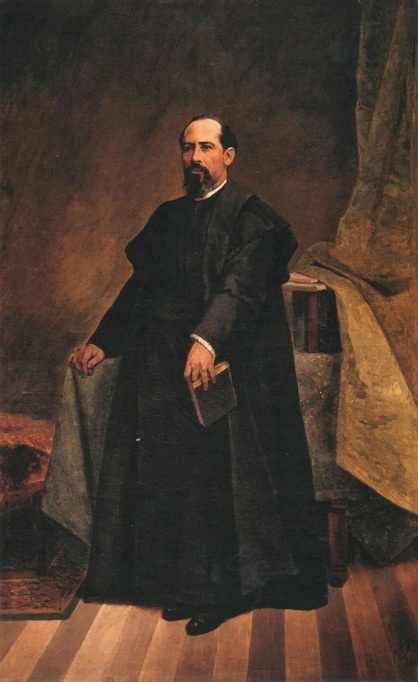
O Prof. Rubino de Oliveira, por Almeida Júnior, foi homenageado pelo Centro, em 2020.

## Organizações Associadas
Além das discussões estudantis, o Centro Acadêmico é responsável pelo Departamento Jurídico XI de Agosto, entidade que, desde 1919, presta assistência jurídica gratuita à população carente e o SAJU (Serviço de Assessoria Jurídica Universitária). Já foi responsável pelo Cursinho do XI (curso pré-vestibular popular), além de ter exercido papel vital, mais recentemente, na criação da Defensoria Pública do Estado de São Paulo.

### Departamento Jurídico XI de Agosto
Entidade fundada em 1919 e ligada ao Centro Acadêmico XI de Agosto é responsável por prestar assistência jurídica gratuita. O Departamento Jurídico XI de Agosto é a maior e mais antiga organização não-governamental do gênero na América Latina. Foi declarada entidade de utilidade pública estadual (Lei nº 3.287/57) e municipal (Decreto nº 3.883/58). Sua estrutura é responsável por cerca de 570 atendimentos mensais, totalizando mais de 4.000 causas atualmente patrocinadas. Esses números só não são maiores devido às suas limitações estruturais, financeiras e de recursos humanos.
A entidade completou seu centenário no ano de 2019, comemorando em diversas solenidades e relembrando seu papel histórico de promoção ao acesso à justiça, como durante a ditadura civil-militar e sua importante atuação em auxiliar partes em processos penais, inclusive de presos políticos, além do auxílio na elaboração e criação da Defensoria Pública do Estado de São Paulo.

### Revista Acadêmica "XI de Agôsto"
Fundada em 11 de agosto de 1903 pelo então acadêmico José Bento de Monteiro Lobato e originalmente ligada ao Centro Acadêmico XI de Agosto, a revista teve como primeiro nome "O Onze de Agosto" e tem sido o principal órgão de divulgação de ideias nas "Arcadas". Foi proibida de circular nos anos da ditadura militar. Após ressurgir como jornal na década de 1980, "O Onze de Agosto" torna-se revista, dirigida por um conselho editorial independente e eleito anualmente pelos estudantes da Faculdade. Circula ininterruptamente entre 1995 e 2000. Nessa época reuniu ensaios de juristas e entrevistou personalidades.
Sofreu diversas alterações em sua estrutura e em seu nome ao longo dos anos. De início, seu nome era "O Onze de Agosto", mas também foi chamada de "O XI de Agosto" e "Revista Acadêmica XI de Agosto". Apesar das alterações de nomenclatura e organização interna, a revista sempre possuiu uma forte carga política, contando com a participação de diversas escritoras e escritores de renome em publicações e até no conselho editorial de suas épocas acadêmicas, como Lygia Fagundes Telles e Oswald de Andrade.
Em 2020 a revista volta à ativa com o nome de "Revista Acadêmica XI de Agôsto", ainda com o acento circunflexo em Agôsto, como forma de homenagear o passado histórico da publicação e toda sua importância histórica à política, literatura e ciências jurídicas nacionais.

## Mobilizações cívicas e políticas
O C.A. XI de Agosto vem ao longo de sua história participando de diversas mobilizações políticas e cívicas, no plano nacional.
Em fevereiro de 2017, com a indicação do professor e ex-aluno da faculdade Alexandre de Moraes ao Supremo Tribunal Federal pelo presidente Michel Temer, a entidade deu início a um abaixo-assinado contra a nomeação, defendendo, entre outros pontos, a tese defendida pelo próprio Moraes quando de seu doutoramento, de que os ministros da Corte tenham um mandato definido em vez de vitaliciedade.
Em setembro de 2020, o por iniciativa do Centro Acadêmico XI de Agosto, o auditório do 1º andar do prédio histórico foi nomeado "Auditório Professor Rubino de Oliveira". A proposta foi aprovada unanimemente em reunião ordinária da Congregação. Amigo próximo de Luiz Gama e de diversos abolicionistas, José Rubino de Oliveira foi o primeiro professor negro a lecionar nas Arcadas do Largo de São Francisco.

## Antigos diretores
Entres os integrantes do Centro Acadêmico XI de Agosto, ao longo de sua história, constam também figuras notáveis como Monteiro Lobato, Jânio Quadros, Lygia Fagundes Telles, Hilda Hilst, Plínio de Arruda Sampaio, Dias Toffoli, Michel Temer, entre outros.

### Presidentes notáveis
Em mais de cem anos de história o Centro Acadêmico XI de Agosto teve diversos presidentes que posteriormente se tornaram grandes personagens da história do Brasil. Dentre eles merecem menção:
- 1904 - Luís Pereira de Campos Vergueiro
- 1905 - José Carlos de Macedo Soares
- 1907 - César Lacerda de Vergueiro
- 1910 - Alcebíades Delamare Nogueira da Gama
- 1911 - João Otaviano de Lima Pereira
- 1928 - Paulo Teixeira de Camargo
- 1939 - Trajano Pupo Neto
- 1940 - Francisco de Paula Quintanilha Ribeiro
- 1948 - Rogê Ferreira
- 1967 - Aloysio Nunes Ferreira Filho
- 1978 - Dimas Eduardo Ramalho
- 1984 - Eugênio Bucci
- 1985 - Fernando Haddad
- 2001 - Pedro Vieira Abramovay
- 2008 - Paulo Henrique Rodrigues Pereira